# El Llano de Molina
Llano de Molina es la más joven de las 13 pedanías pertenecientes al municipio de Molina de Segura en la Región de Murcia, España. Se halla enclavada entre el curso del Río Segura y el polígono industrial la serreta. Surgió a finales del siglo XIX bajo el impulso del abogado Carlos Soriano Salomón y actualmente es la segunda en cuanto a cifra de población dentro del municipio.
En la década de 1880, Carlos decide fundar está urbe, apoyándose en la ley de colonias Nacional, que proporcionaba ventajas fiscales a sus promotores. Se debía, y así se hizo, aperturar ermita, escuela y varias casas para las familias huertanas que allí se mudaran.
Hoy es la "Casa Museo de Carlos Soriano, situada al oeste de la pedanía, junto a la vía férrea de Cartagena a Chinchilla y el término municipal de Lorquí.

## Localización
El Llano de Molina se encuentra a 5 km al norte de Molina de Segura y a 15 km de la ciudad de Murcia. Se trata de la segunda pedanía en importancia del término municipal de Molina. Muy vinculada al río Segura, también es una de las llamadas pedanías de huerta. 
Tiene una población joven, formada por familias que se han ido asentado en una zona en expansión, al calor de la vida rural y tranquila. Numerosas sendas, caminos rurales, acequias y producciones agrícolas jalonan el territorio del Llano de Molina, así como también cuenta con una importante colonia de álamos en la ribera del río Segura, que pasa relativamente caudaloso por sus contornos.
El Llano tiene un Colegio Público, "La Purísima", que alberga a unos doscientos alumnos. También en esta pedanía está ubicado el Centro de Profesores y Recursos de la Vega Media, lo que confiere a la pedanía una importancia educativa estratégica por sus comunicaciones con el resto de poblaciones de la Vega Media. 
Existe en esta pedanía una gran afición a la colombicultura, y también cuenta con un campo de fútbol de tierra donde se celebran competiciones locales y regionales.